# 粽邪3：鬼門開
《粽邪3：鬼門開》是一部於2023年8月25日上映的臺灣劇情恐怖長片，由《粽邪》的導演廖士涵執導，張庭瑚、阿倉（草屯囝仔）、李興文、吳奕蓉等領銜主演。主創團隊保留原有的宮廟文化，著墨民間熟知的鬼門開禁忌，包括不得午夜照鏡子、不得半夜晾衣服、不得掛風鈴、不宜作法送肉粽等。並將場景由古樸小鎮移師到大都會，加上全新元素泰國陰靈「古曼童」，詭譎肅殺氛圍更上一層樓。

## 劇情
冠宇（張庭瑚 飾演）因與父親武雄（李興文 飾演）不合，為了賺錢早日搬離家，與好友龜仔（草屯囝仔-阿倉飾演）一起到旅社打工，不料打掃的房間竟有人自縊身亡，房內充斥不祥的泰國符號，而旅社老闆娘（吳奕蓉 飾演）更是舉止詭異，整間旅社瀰漫著死亡的氣息，向冠宇席捲而來......

## 演員陣容
| 演員   | 飾演角色 | 備註 |
| 張庭瑚 | 冠宇     | 男主角，與父親相依為命，並擔任父親經營戲班中鍾馗一角。和龜仔一起經營自媒體頻道「宇智龜跑酷」。繼承父親的志業並以創新方法跳鍾馗。                                                                                           |
| 李興文 | 武雄     | 冠宇父親，戲班班主。馗爺乩身，後為了救子而被鬼師父殺害。 |
| 陳博正 | 阿西法師 | 正職是一位蚵農，「兼差」是一位跳鍾馗的法師。因先前開壇送煞元氣大傷，希望冠宇能接替法師一職。是武雄的师兄。 |
| 吳奕蓉 | 婉華     | 美凰大旅社老闆娘，因接受不了兒子死亡而開始以他的靈注入古曼童並供養，卻引發一連串事件，行為舉止詭異。最後被鬼師父殺害。 |
| 李明倉 | 龜仔     | 冠宇朋友，淑萍姪子。和冠宇一起經營自媒體頻道「宇智龜跑酷」，負責頻道拍攝與剪輯。最後被冠宇玩鬧心起鎖在鬧鬼房間內，遭到鬼師父殺害                                                                                           |
| 許安植 | 魏佳敏   | 擁有靈異體質，擁有鍾馗兄妹命，個性古怪孤僻。父母因故身亡後，被母親的姊妹收養。雖然阿姨待她甚好，姨丈卻時常毆打她們。因此她的願望是能存夠一筆錢帶阿姨去臺北尋找新生活，脫離家暴苦海。最後繼承阿火的五雷印，拜入阿西師門下。 |
| 劉國劭 | 阿怪     | 阿西師的姪兒。人前裝模作樣，人後膽小怕事，個性圓滑。以宮廟接班人自居，實際上多是做些打雜的瑣事。 |
| 王彩樺 | 淑萍     | 婉華朋友，同時住在美凰大旅社中。後被鬼師父殺害 |
| 游否希 | 皮條客   | 淑萍的客人，看到吳家維上吊的繩子，嚇得落荒而逃。 |
| 陳為民 | 陳俊男   | 婉華前夫，來質問婉華時被鬼師父殺害。 |
| 曾莞婷 | 玫瑰     | 小三，被鬼師父殺害。 |
| 陳雪甄 | 陳玉蘭   | 佳敏的阿姨，精神病患(片尾彩蛋看到吃嬰胎的印尼女鬼) |
| 黃柔閩 | 盲婆     | 負責給婉華做嬰靈法事的神婆，後被反噬。 |
| 陳少卉 | 睿睿     | 婉華兒子，已去世，電影中看到的他實為古曼童 |
| 陳昭妃 | 冠伶     | 冠宇的妹妹，年幼時溺死。 |
| 鄒承恩 | 吳家維   | 粽邪1男主角，在美凰大旅社上吊 |
| 許莉廷 | 許青青   | 戲班一員，片頭戲班中鍾馗妹妹一角；因冠宇扮鍾馗時犯大忌，而被「沖煞到」 |

## 獎項紀錄
| 年份 | 頒獎單位         | 獎項           | 結果 |
| ---- | ---------------- | -------------- | ---- |
| 2024 | 第26屆台北電影獎 | 最佳電影行銷獎 | 獲獎 |

## 宣傳期間相關爭議
為了宣傳粽邪3，假的送肉粽表演完後，將活的雞鴨直接丟在士林山裏，不尊重生命的的作法也引來批評，電影公司及相關單位事後承認錯誤並為造成大眾觀感不佳而道歉，以後在宣傳手法上將會修正與改進。

## 外部連結
- 互联网电影数据库（IMDb）上《粽邪3：鬼門開》的资料（英文）